# Carleman-egyenlőtlenség
Carleman-egyenlőtlenség a matematika, ezen belül az analízis egyik fontos, konvergens sorokra vonatkozó eszköze.

## Az egyenlőtlenség kimondása
Tegyük fel, hogy a pozitív tagokból álló {\displaystyle a_{1}+a_{2}+\cdots } sor konvergens. Ekkor
ahol {\displaystyle g_{n}={\sqrt[{n}]{a_{1}\cdots a_{n}}}} az első n tag mértani közepe, {\displaystyle e=2,71828\dots } pedig az Euler-féle szám.